# Ana Požar Piplica
Ana Požar Piplica (Dubrovnik, 1968.) hrvatska je umjetnica i restauratorica. Diplomirala je na Akademiji likovnih umjetnosti u Zagrebu 1997. godine i bavi se različitim vidovima umjetnosti, uključujući slikarstvo, instalacije, fotografiju i video. Od 2002. godine vodi Umjetničku radionicu "Šarena jezera", kroz koju ostvaruje brojne suradnje s drugim autorima, umjetnicima i organizacijama.
U mnogim njezinim radovima, koji su često realizirani u suradnji s drugim autorima, prisutan je motiv stvaranja suvremene umjetnosti u povijesnim prostorima i strukturama, osobito u skulpturi. Neki od tih radova uključuju "Šumske ulice" (2004.), "Kratka priča" (2010.), "Ima li razloga za slavlje" (2012.), "Mali ritual" (2020.) te "Domjenak u muzeju suvremene umjetnosti Pelegrin" (2018.), koji tematizira modernističku arhitekturu socijalizma.
Ana Požar Piplica sudjelovala je i na izložbi Vidljive s izložbom "VRIJEME" koja se sastoji od tri voštane ploče koje je autorica sama prikupljala iz starih crkava. Na pločama je rimskom kapitalom ispisana riječ vrijeme.

## Djela
- "Šumske ulice" (filmski uradak, 2004.)[5]
- "Kratka priča" (2010.)
- "Ima li razloga za slavlje" (2012.)[6]
- "Vrijeme je" (2017.)[7]
- "Domjenak u muzeju suvremene umjetnosti Pelegrin" (2018.)[8]
- "Mali ritual" (2020.)
- "Vrata od voska" (2022.)[1]
- "VRIJEME" (2024.)